# قائمة قصور الأرجنتين
قصر هو مقرإقامة كبير، وخاصة ما يتعلق بالمقرات الملكية والرئاسية، أو الأعيان رفيعي المستوى، كالأساقفة، كما يطلق قصر على المباني الفخمة والمزخرفة.

## قائمة قصور الأرجنتين
تحتوي هذه القائمة على أسماء قصور في الأرجنتين.
- سفارة البرازيل في الأرجنتين

- قصر العدل (بوينس أيرس)
- قصر الكونغرس الوطني الأرجنتيني
- قصر سان مارتن

- كاسا روسادا